# Запілля (Любомльська міська громада)
Запі́лля — село в Україні, у Любомльській міській громаді Ковельського району Волинської області. Населення становить 656 осіб.

## Історія
Перша згадка про Запілля датується 1546 роком.
У 1659 році Запілля разом із Любомлем було передано у володіння гетьману Правобережної України Іванові Виговському, але в 1664 році він був розстріляний польською владою за спробу антипольського виступу, а землі були забрані у власність держави. У 1671 році землі Любомльського староства, до складу якого входило і Запілля, були передані нащадку першого гетьмана Запорізької Січі Байди Вишневецького. У 1768 році Запілля передане у приватне володіння великого польського магната, графа Ксаверія Браницького. В цей період в Любомлі з'явилась назва однієї з вулиць північного напряму — «Запільська».
За наслідками третього поділу Польщі 1795 року село входило до складу Російської імперії. Проте ці зміни не стосувались зміни власника Запілля, яке за рішенням російського сенату від 21 травня 1819 року залишилось невід'ємною вотчиною графа Браницького та його нащадків. Для жителів села, як і для решти його кріпаків, було встановлено 3 дні панщини на тиждень, 6 днів шарваркових та 12 літніх днів (робота в жнива) на рік, а також 1 карбованець сріблом.

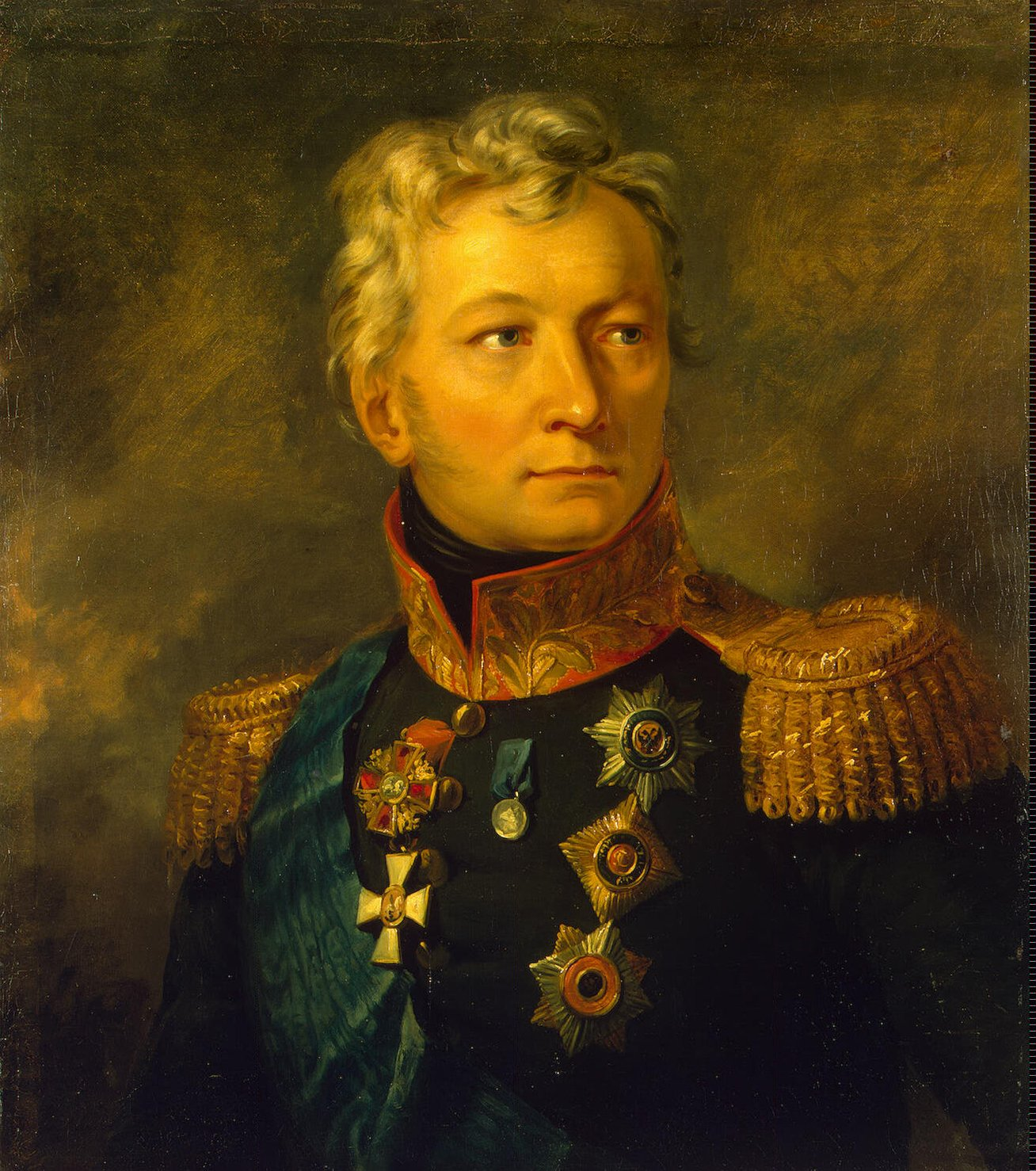
Тормасов Олександр Петрович

Під час французько-російської війни (1812) через Запілля проходила північна лінія дислокації військ 3-ї російської армії під командуванням генерала О. П. Тормасова.
Після закінчення Визвольної війни Запілля ще понад 25 років перебувало у власності Браницьких. Тільки в 1849 році за підтримки Листопадового повстання 1830—1831 рр. царський уряд конфіскував володіння Ксаверія Браницького і з торгів розпродав їх різним власникам. 1861 року запільці були звільнені від кріпосного права.

У книзі Олександра Цинкаловського «Стара Волинь і Волинське Полісся» зустрічаємо такі рядки: 
| | \| ЗАПІЛЛЯ або ЗАПОЛЄ, с, Володимирський пов., Згорянська вол., 70 км від Володимира. В кінці 19 ст. було там 121 домів і 864 жителів, дерев'яна церква, церк-прих. школа. Колись село входило до сіл Любомельського повіту. За переписом 1911 р. до великої зем. власности належало в 3. 317 десятин.[1] \| |
| ЗАПІЛЛЯ або ЗАПОЛЄ, с, Володимирський пов., Згорянська вол., 70 км від Володимира. В кінці 19 ст. було там 121 домів і 864 жителів, дерев'яна церква, церк-прих. школа. Колись село входило до сіл Любомельського повіту. За переписом 1911 р. до великої зем. власности належало в 3. 317 десятин. | |

Багато страждань зазнало село і під час Першої світової війни. З осені 1915 року воно перебувало під владою окупаційних військ. Та згідно з Ризьким мирним договором 1921 року Запілля знову потрапляє під владу Польщі.
У 1939 році, внаслідок договору Молотова-Рібентропа, на територію Волині, і Запілля зокрема, приходить радянська влада, яка найперше почала очищувати територію від громадян, які були незгодні з політикою Сталіна або просто були вільними господарями і мали великі ділянки землі.
22 червня 1941 року розпочалась німецько-радянська війна, у якій брали участь і запільчани: одні в лавах Червоної Армії, інші в лавах УПА. 25 червня 1941 року радянські війська залишили Любомль і село Запілля.
Страшною трагедією для села став березень 1944 року, коли від рук польських націоналістів з лав Армії Крайової загинули мученицькою смертю близько 100 мешканців села.
У постійній напрузі жило Запілля, попалене німцями ще літом 1943 року за підтримку загонів УПА. Більшість жителів жило на хуторах. Саме присутність на хуторі Козачок близько 15 чоловік із загону УПА стримувало поляків від нападу. Навесні 1943 року через сутичку з переважаючими силами радянських партизан, які напали з боку села Куснища, боївка змушена була відступити до Столенських Смолярів, де й отаборилася. Запілля залишилось беззахисним. Доля його була вирішена і користь з цього мали три воюючі сторони: німці, поляки та радянські партизани. Перші покарали запільців за неслабнучу підтримку УПА, другі — мстились за спалені польські села, а треті карали упівців, адже багато з них були жителями Запілля. Село було взяте в залізне кільце.[джерело?]
До 4 серпня 2017 року — адміністративний центр Запільської сільської ради Любомльського району Волинської області.
19 липня 2020 року, в результаті адміністративно-територіальної реформи та ліквідації Любомльського району, громада увійшла до складу Ковельського району.

## Населення
Згідно з переписом УРСР 1989 року чисельність наявного населення села становила 723 особи, з яких 353 чоловіки та 370 жінок.
За переписом населення України 2001 року в селі мешкали 654 особи.

### Мова
Розподіл населення за рідною мовою за даними перепису 2001 року:
| Мова       | Відсоток |
| ---------- | -------- |
| українська | 98,93 %  |
| російська  | 0,91 %   |
| білоруська | 0,15 %   |

## Соціальна інфраструктура
У селі діють:
- Запільське ЗЗСО І-ІІ ступенів;
- Дитячий садок;
- Будинок культури;
- Бібліотека;
- Фельдшерсько-акушерський пункт.
- Відділення зв'язку

## Релігія

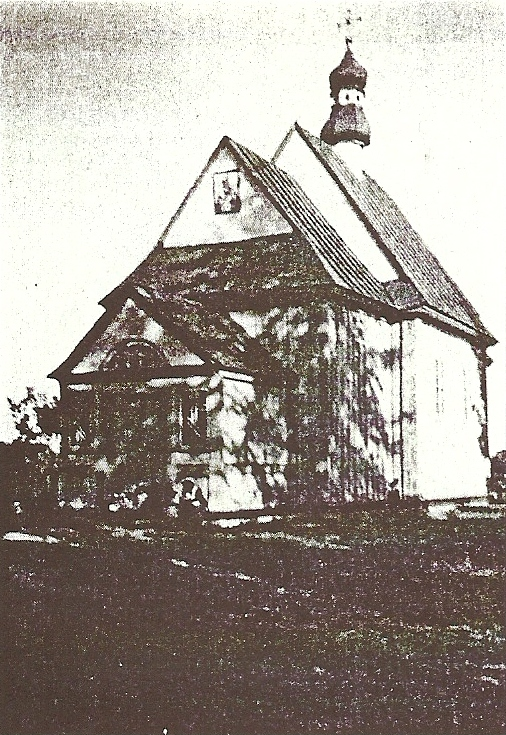
Церква в Запіллі, спалена в роки війни польськими націоналістами. Фото 1937 року

Справжньою прикрасою села є Миколаївська церква, збудована у 1998–2003 роках на заміну старої.
Перша згадка в документах про село Запілля датується 1444 роком.
Відомості про православний храм датується 1510 роком. Разом з тим в документах говориться, що церква була покинута і богослужіння в ній не проводились. Напевно, храм в селі був побудований ще в XV столітті, а на початку XVI спорожнів через те, що територія була пограбована і спустошена чи татарами, які постійно здійснювали свої грабіжницькі напади на українську територію, чи самими поляками, які ще не твердо стояли на цій землі і постійно конфліктували з іншим завойовником — литовцями. В 1510 році церква села Запілля була включена в склад 14 парафій Любомльської протопопії.
На прохання парафіян 20 вересня 2000 року було призначено священика отця Олега (Кликоцюка). Спочатку богослужіння проводилось у приміщенні колгоспної контори, пізніше — у кінозалі у місцевого Будинку культури. В листопаді 2003 року із тимчасового приміщення перейшли служити у храм. Пізніше було встановлено іконостас, пожертвувані і придбані необхідні речі церковного вжитку. Освячення храму провів архієпископ Володимир — Волинський і Ковельський Симеон у честь святителя Миколая Чудотворця 16 грудня 2006 року. Він і очолив, разом з духовенством району, Божественну літургію.
На початок 2013 року в церкві на пожертви місцевих жителів проводиться розпис купола та стелі .
Після багатьох століть піднесень та занепадів церква святого Миколи Чудотворця продовжує виконувати свою духовну та просвітницьку місію і сьогодні.

## Відомі люди
- Брюховецька Лариса Іванівна — український кінокритик.
- Влас Мизинець (1907—1943) — український радянський поет і публіцист, активний діяч революційного підпілля на Західній Україні, закатований нацистами у 1943 році.
- Володимир Давидович — професор богословського факультету Варшавського університету. Священик Святомиколаївської церкви села Запілля 1934—45 рр.
- Олександр Ющук — артист міжнародного класу, випускник Львівської музичної академії, Лауреат Всеукраїнського конкурсу виконавців на духових інструментах, дипломант Міжнародного дитячо-юнацького мистецького конкурсу «Срібний Дзвін». Соліст молодіжного симфонічного оркестру «Iuventus» в Варшаві (Польща).
- Сахарук Володимир Іванович - "Відмінник освіти", " Почесний працівник фізичної культури і спорту України", " Заслужений працівник фізичної культури і порту України", тренер, викладач ЛТНУ.